# Iroko
Iroko (lat. Milicia), biljni rod od dvije vrste velikog drveća iz porodice dudovki raširenih po tropskoj Africi, dio je tribusa Moreae.
Drveće roda Milicia poznato je kao iroko a nekada su bili uključivani u rodove Chlorophora i maclura.

## Vrste
1. Milicia excelsa (Welw.) C.C.Berg
2. Milicia regia (A.Chev.) C.C.Berg